# De Cecil
De Cecil was een Zuid-Nederlandse adellijke familie uit de streek van Hasselt.

## Charles de Cecil
- Philippe Charles Joseph de Cecil (Luik, 22 maart 1791 - Sint-Lambrechts-Herk, 22 juli 1870) werd in 1824, onder het Verenigd Koninkrijk der Nederlanden, opgenomen in de erfelijke adel met de titel baron, overdraagbaar bij eerstgeboorte. Hij was onder het Franse keizerrijk lid van de Erewacht, nadien kolonel van de Burgerwacht voor het kanton Hasselt en burgemeester van Sint-Lambrechts-Herk. In 1827 werd hij benoemd tot lid van de Ridderschap van de provincie Limburg. Hij trouwde met Rosalie Briers (1798-1880), dochter van Gérard-Gaspard Briers, burgemeester van Hasselt.
  - Hyppolite de Cecil (1824-1878) trouwde met Adèle Cox (1835-1883).
    - Marie-Hubertine de Cecil (1857-1912) trouwde met majoor Armand de Leu (1854-1922), burgemeester van Sint-Lambrechts-Herk.
    - Lucie de Cecil (1860-1927) trouwde met de eerste voorzitter van het hof van beroep in Brussel Maurice de Leu (1851-1927).

Beide broers  de Leu kregen in 1888 vergunning om de naam de Cecil bij hun familienaam te voegen. De familie de Cecil doofde uit bij het overlijden van Lucie in 1927.

## Julien de Cecil
Julien Laurent Joseph de Cecil (Hasselt, 9 januari 1795 - Wimmertingen, 28 maart 1865), broer van de voorgaande, werd in 1843 erkend in de erfelijke adel, met de titel baron overdraagbaar bij eerstgeboorte. Hij trouwde in 1840 met Thérèse Capitaine (1811-1872). Hij werd burgemeester van Hasselt en bestendig afgevaardigde voor Limburg. Deze familietak doofde uit in 1870, bij de dood van hun enige zoon die ongehuwd bleef. Hun enige dochter Mathilde de Cecil (1843-1916) trouwde met ridder Albert de Grady de la Neuville (1838-1885), met afstammelingen, onder wie Inès de Grady de la Neuville, burgemeester van Wimmertingen.